# Principado de la Fortuna
El Principado de la Fortuna fue un feudo dependiente de la Santa Sede concedido por el papa Clemente VI en 1344 a Luis de la Cerda, Infante de Castilla, mediante la bula Tue devotionis sinceritas. Su nombre se refiere a las Islas Canarias, identificadas con las Islas Afortunadas de la Antigüedad y llamadas así frecuentemente. 

## Origen de las Afortunadas
Las Islas Afortunadas, están identificadas con las Islas Canarias desde la Antigüedad, especialmente desde que Plinio el Viejo sitúa las islas frente a la costa africana y hace una descripción detallada sobre su geografía.
El Archipiélago Canario adquiere una gran importancia desde su descubrimiento, esto justifica las distintas expediciones que se realizan sobre el territorio desde la protagonizada por Lancelot Maloicel, la portuguesa de 1341, la del año siguiente encabezada por Francesh des Valers desde Mallorca y  la emprendida poco después por Domingo Gual.  Así comenzó la incorporación  de las islas al mundo occidental.

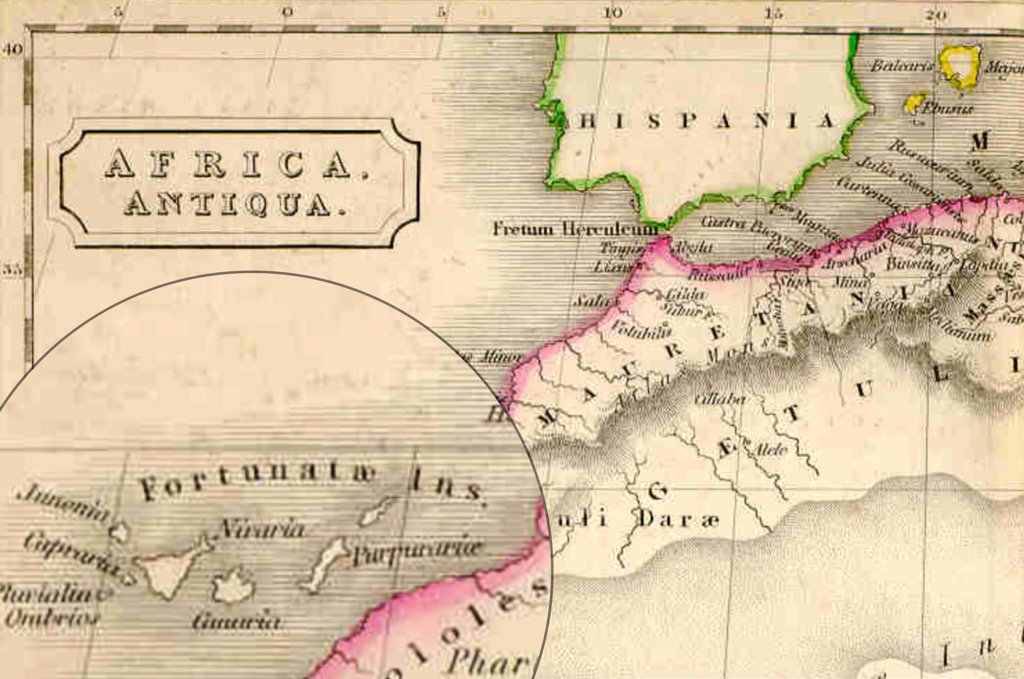
Antiguo mapa de las Islas Canarias

Al ser las Islas Canarias tierra no dominada por príncipes cristianos, y habitada fundamentalmente por paganos, el primer título jurídico para tener la potestad de dominar el territorio debía venir, según la visión europea de aquel momento, de la máxima autoridad eclesiástica, es decir el Papa.
Era esta, la figura clave para legitimar el dominio de cualquier tierra o mar, a razón de  las atribuciones que se le reconocían en el campo de la llamada potestas in temporalibus, a la que los papas no habían renunciado a pesar de la merma de su poder político después de la gran querella con los emperadores (desde finales del siglo XI a mediados del XIII), y pese, también, a la crisis de su misma autoridad espiritual durante la época de su residencia en Aviñón.
Por lo tanto, se empieza a hacer común la utilización de la plenitudo potestatis de la Santa Sede para el otorgamiento de tierras habitadas por infieles a príncipes cristianos con la misión de llevar la evangelización  a esos territorios y justificar así, el derecho de conquista

## Historia del principado
La ascendencia de este candidato a  Príncipe es la siguiente: del matrimonio de don Alfonso X “el sabio” con doña Violante, nacieron don Fernando (primogénito); don Sancho, don Pedro, don Juan, don Diego, doña Isabel y doña Leonor.
Don Fernando se desposó con doña Blanca, hija del rey  San Luis (rey de Francia), de cuyo matrimonio tuvo a don Alfonso y a don Fernando. El primero se casaría con Mahalda (de sangre real francesa), de la que nacerían tres vástagos: Luis de España, más tarde Príncipe de la Fortuna, don Juan y doña Isabel. 
El Papa Clemente VI creará el feudo del Reino de las Islas Afortunadas y se lo otorgará a Luis de la Cerda, quien, aprovechando el haber sido nombrado por el rey Felipe IV de Francia embajador ante el Papa que residía en Aviñón,  había solicitado la investidura de las Afortunadas con el título de Rey.
El pontífice aceptó de buen grado la proposición de don Luis y, en solemne Consistorio público, ante veintiséis cardenales, varios obispos y un abundante público hizo dar lectura a la Bula.

## Bula Tue Devotionis Sinceritas
“Clemente, obispo, siervo de los siervos de Dios, a nuestro querido hijo el noble Luis de España, Príncipe de la Fortuna: según como lo pide la solicitud que se nos ha presentado de vuestra parte, existen en el Océano, entre el Mediodía y Occidente, unas islas de las cuales se sabe que las unas están habitadas y las otras deshabitadas, a todas las cuales se las llama generalmente Afortunadas, aunque cada una tiene su denominación propia, como se dirá abajo, y algunas otras silas adyacentes a éstas; también existe cierta isla situada en el Mediterráneo… De todas estas islas la primera se llama vulgarmente Canaria, la segunda Ningaria, la tercera Pluviaria, la cuarta Capraria, la quinta Junonia, la sexta Embronea, la séptima Atlántida, la octava de las Hesperidum, la novena Cernent, la décima Gorgonas, y la que está en el Mediterráneo, Galeta; y todas estas dichas islas desconocen la fe de Cristo y la denominación de los cristianos”.
Sobre estas islas (de las cuales algunas no se han logrado identificar), se concederá plena jurisdicción temporal, facultad de batir moneda y gozar de todos los privilegios reales a condición de que ningún otro príncipe cristiano tuviera derechos adquiridos sobre ellas.
Se establece asimismo que: 
“Nos , en virtud de la autoridad ya expresada, de parecer y consentimiento de nuestros hermanos, os damos el Principado de dichas islas, y decretamos que seáis llamado Príncipe de la Fortuna, poniendo con nuestras manos sobre vuestra cabeza una corona de oro, en señal de que habéis adquirido el dicho Principado… Y además , vos y cualquier otro heredero vuestro y sucesores en el dicho Principado y por razón de éste, pagaréis íntegramente cada año, el día de San Pedro y San Pablo, al Pontífice Romano entonces reinante, cualquiera que sea el lugar donde esté, y a la Iglesia Romana, o igualmente, en caso de vacante de la Santa Silla, a la Iglesia misma, cualquiera que sea el punto donde se encuentre, dando al futuro Pontífice y según la parte que toca al Colegio de la dicha Iglesia, un censo de 400 florines de oro puro y bueno, con el cuño y peso de Florencia, al pagamento del cual, según se acaba de decir, vos y vuestros herederos y sucesores en el dicho Principado estaréis obligados…”

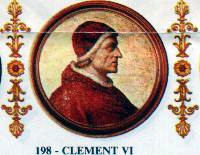
Papa Clemente VI

Si pasaban cuatro meses del día establecido y el tributo no era abonado, se incurría en excomunión, si pasaban otros cuatro meses quedarían las islas en entredicho y finalmente el Principado volvería a la Iglesia. 
Como era requisito indispensable para que el acuerdo tuviera validez prestar juramento de vasallaje por escrito, así se realizó el 28 de noviembre del mismo año de 1344:
“Yo Luis de España, Príncipe de la Fortuna, confieso y reconozco que las islas abajo expresadas con todos sus derechos y pertenencias han sido concedidas por Vos mi señor Clemente VI, Papa por la Divina Providencia, en vuestro nombre y en el de vuestros sucesores los Romanos Pontífices, canónicamente elegidos, y de la Iglesia Romana en féudo perpétuo a mí y mis sucesores católicos legítimos unidos a la Iglesia Romana así varones como hembras, y que yo las he recibido y las conservo mediante el censo anual de 400 florines de oro puro y bueno del peso y cuño de Florencia, pagando anualmente el día de los Santos Apóstoles San Pedro y San Pablo, a Vos mi señor Clemente VI, Papa por la divina providencia, y a vuestros sucesores y a la Iglesia Romana…”
La erección del Archipiélago en reino y el nombramiento de un Príncipe llevaba aparejada la condición sine qua non de cristianizar a sus habitantes. Para este fin el Papa concederá gracias e indulgencias para que los que murieran o fuesen heridos en esta empresa quedaran resarcidos. Esta condición era el fundamento legal y moral de la investidura.

## Las tres protestas
El Papa no sólo nombró a don Luis Príncipe de la Fortuna, también solicitaría la colaboración de otros monarcas europeos para que sirvieran de apoyo a la causa. Entre otros ejemplos podemos citar al rey de Aragón, Pedro IV “el Ceremonioso”, Alfonso XI de Castilla, Alfonso IV de Portugal, Felipe IV de Francia o Juana I de Nápoles. Se les requería gente, armas y bastimientos para llevar a cabo el proyecto siempre y cuando los mismos monarcas no pudieran acudir personalmente. 
Algunos de los soberanos a quienes se dirigió el Papa mostrarían su descontento con la elección papal: como el caso de Alfonso XI de Castilla, que expuso que las islas habrían formado parte de la Mauritania Tingitana dominio de la monarquía visigoda, de la que él se consideraba sucesor; Alfonso IV de Portugal, que aducía la prioridad que le daba el viaje hecho en 1341 por Pessagno como almirante suyo.

## Sucesores del principado
Una parte de la historiografía defiende que el proyecto de conquista de don Luis de la Cerda no logró llevarse a cabo toda vez que no encontró los apoyos suficientes en armas y financiación, y porque tuvo lugar su presunta muerte en la Batalla de Crécy el 20 de agosto de 1346.
Para otros historiadores don Luis sobrevivió a esta batalla y en los últimos años de su vida fijaría su residencia en el Languedoc. Algunos establecen la fecha de su muerte el 5 de julio de 1348, pocos días después de que redactara su testamento.
Los hijos que sobrevivieron al Príncipe y a su primera esposa fueron don Luis II, don Juan y doña Isabel. Además fueron sus herederos Guiota d´Uzés, su segunda mujer; su madre doña Mahalda de Narbona y un hijo natural que también llevó el nombre de Juan.

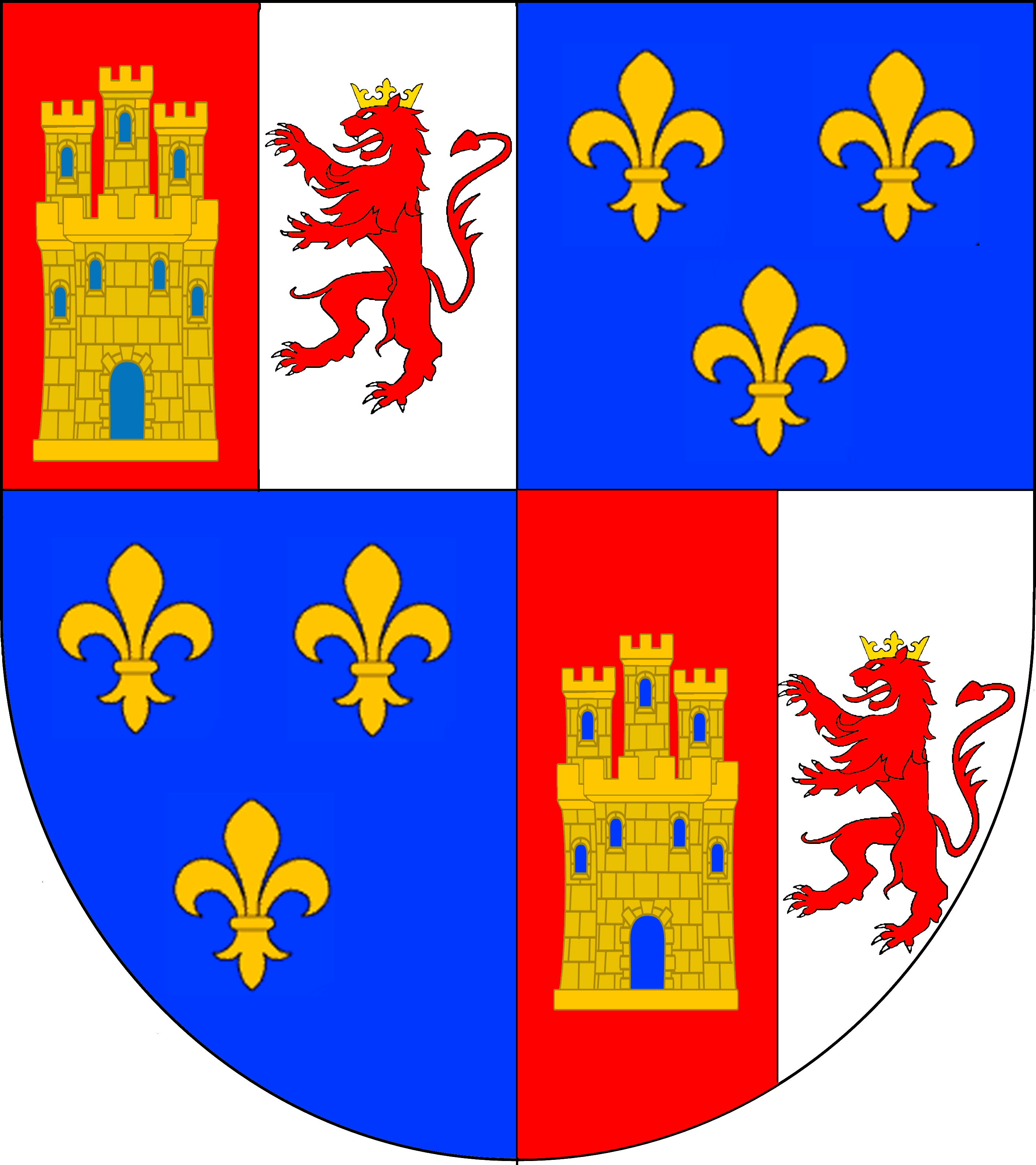
Escudo de la familia De la Cerda

Los bienes los distribuyó en partes iguales entre sus dos hijos y su hija. El hijo natural recibiría una renta y debía quedar al cuidado de doña Guiota d´Uzés hasta los quince años. Su servidumbre fue gratificada también con cantidades oscilantes entre sesenta sueldos y veinte libras tornesas.
La realidad es que el proyecto evangelizador de las islas no fue desarrollado por los de la Cerda, más bien por mallorquines y catalanes que de forma intermitente iban arribando a las islas.
Los viajes se fueron sucediendo desde 1351, fecha en la que el Papa Clemente erigió el Obispado de las Islas de la Fortuna,  el 7 de noviembre de 1351. Nombró al primer prelado, que fijó su sede en Telde (Gran Canaria) desde 1352. Hay noticias del obispado hasta 1391, fecha de la última expedición catalana de la que tenemos datos. Las continuas razzias llevadas a cabo contra los aborígenes isleños provocaron la rebelión de los mismos y el martirio de trece misioneros catalanes que fueron arrojados a la sima de Jinámar en 1393.
No será hasta el año 1404 durante la conquista señorial del normando Jean de Bethencourt cuando bajo su petición, se creará el nuevo obispado de Rubicón. 